# Biserica Sfântul Nicolae din Calbor
Biserica Sfântul Nicolae este un monument istoric aflat pe teritoriul satului Calbor, comuna Beclean.

## Localitatea
Calbor  (în dialectul săsesc Kaltbrannen, în germană Kaltbrunnen, Kaltenbrunnen, în maghiară Kálbor) este un sat în comuna Beclean din județul Brașov, Transilvania, România. Prima mențiune documentară este din anul 1488.

## Biserica
Biserica a fost construită în anul 1802 din cărămidă, pe fundație de piatră, înlocuiind, conform tradiției orale, o biserica de lemn. Treptele din turn și ușa principală sculptată de la intrarea în biserică au fost realizate din lemn de stejar masiv de Ioan Moise, goșmanul bisericii. Pictura din naos a fost realizată de Sava zugravul din Făgăraș, în anul 1813. Pictura din altar a fost realizată de alt pictor, care se semnează desupra ușilor împărătești: Petru zugravu. În pronaos este pictat doar peretele despărțitor, în anul 1825, probabil de același pictor care a pictat și altarul. Biserica a fost reparată în anii 1934, 1936, 1970.

## Imagini

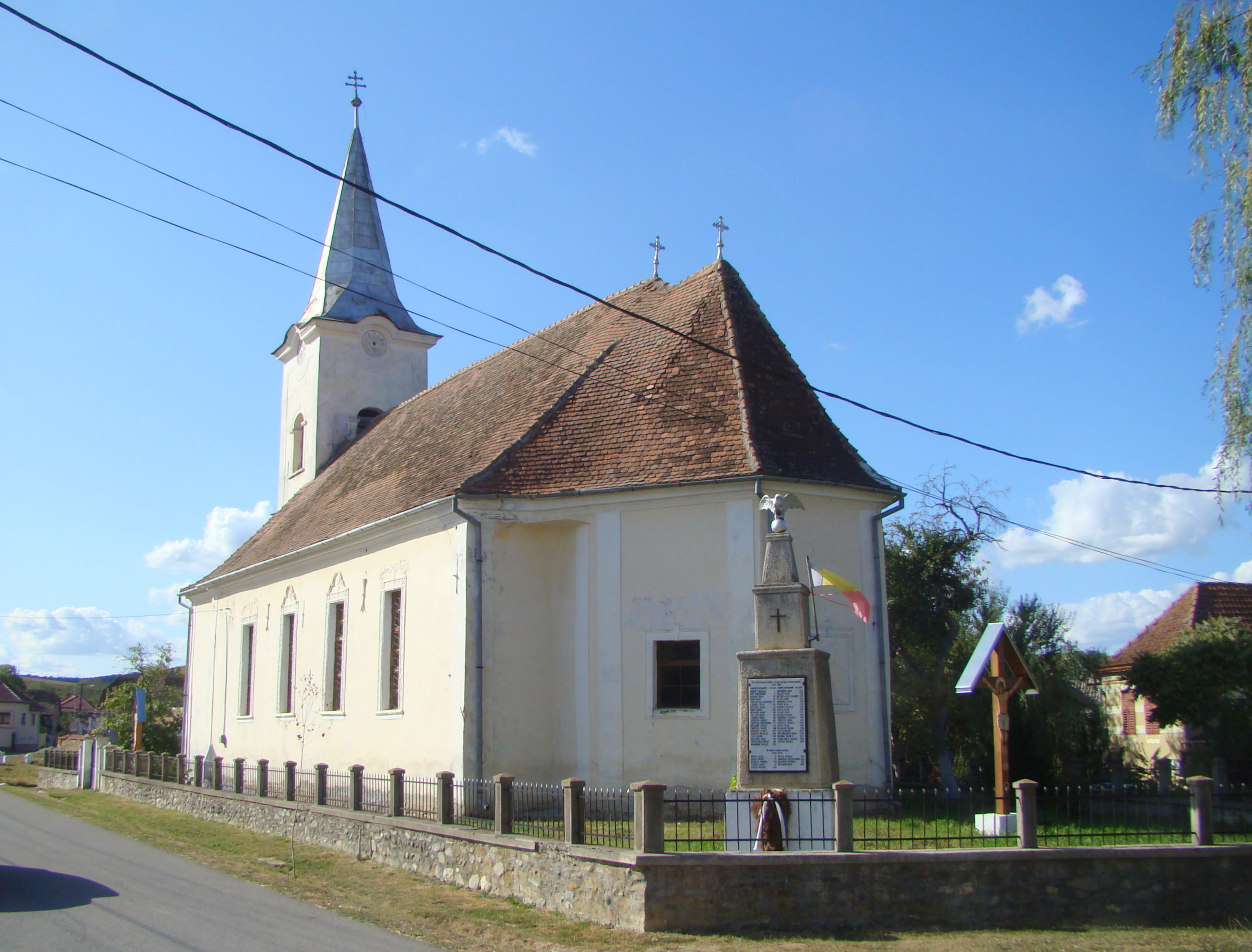
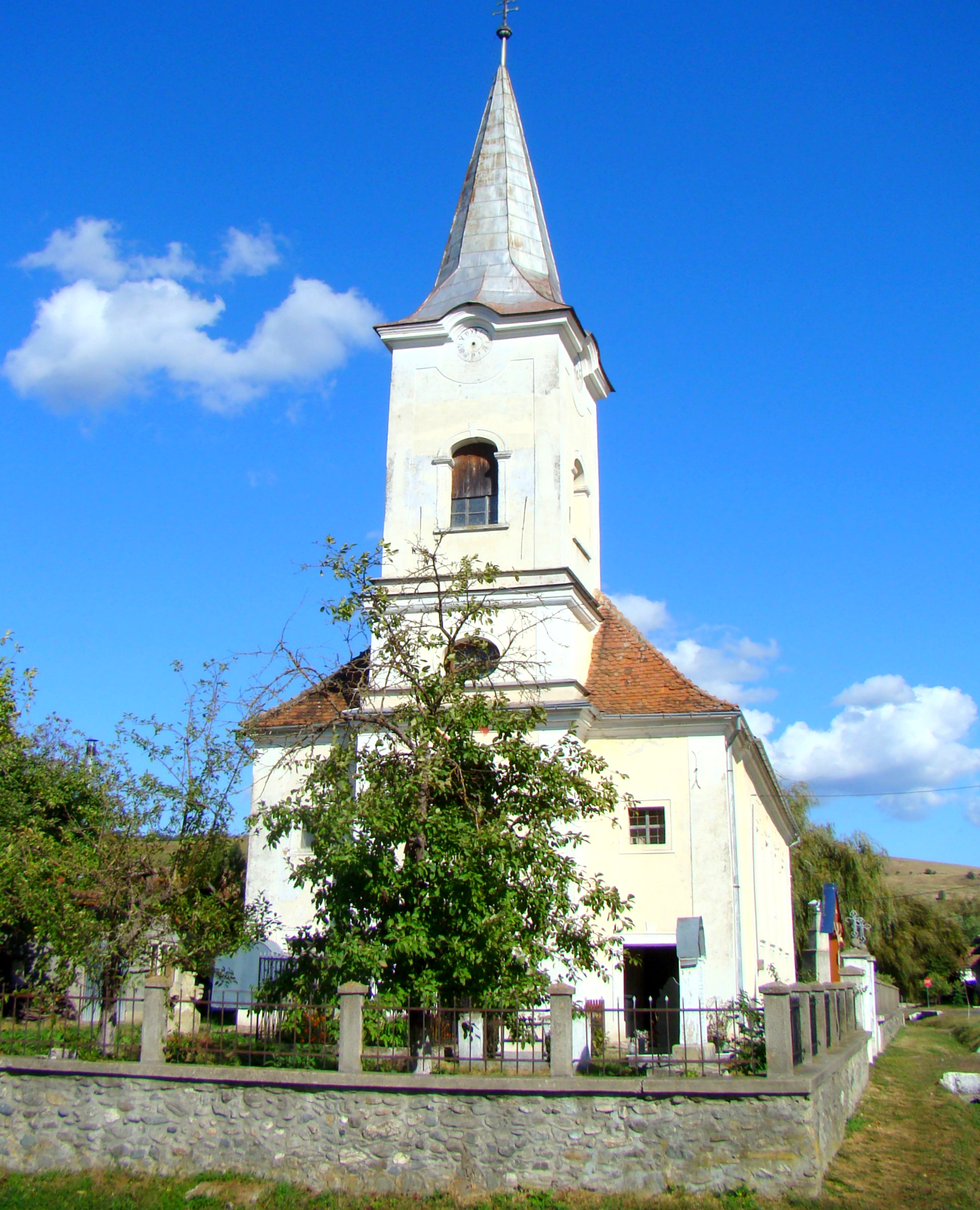
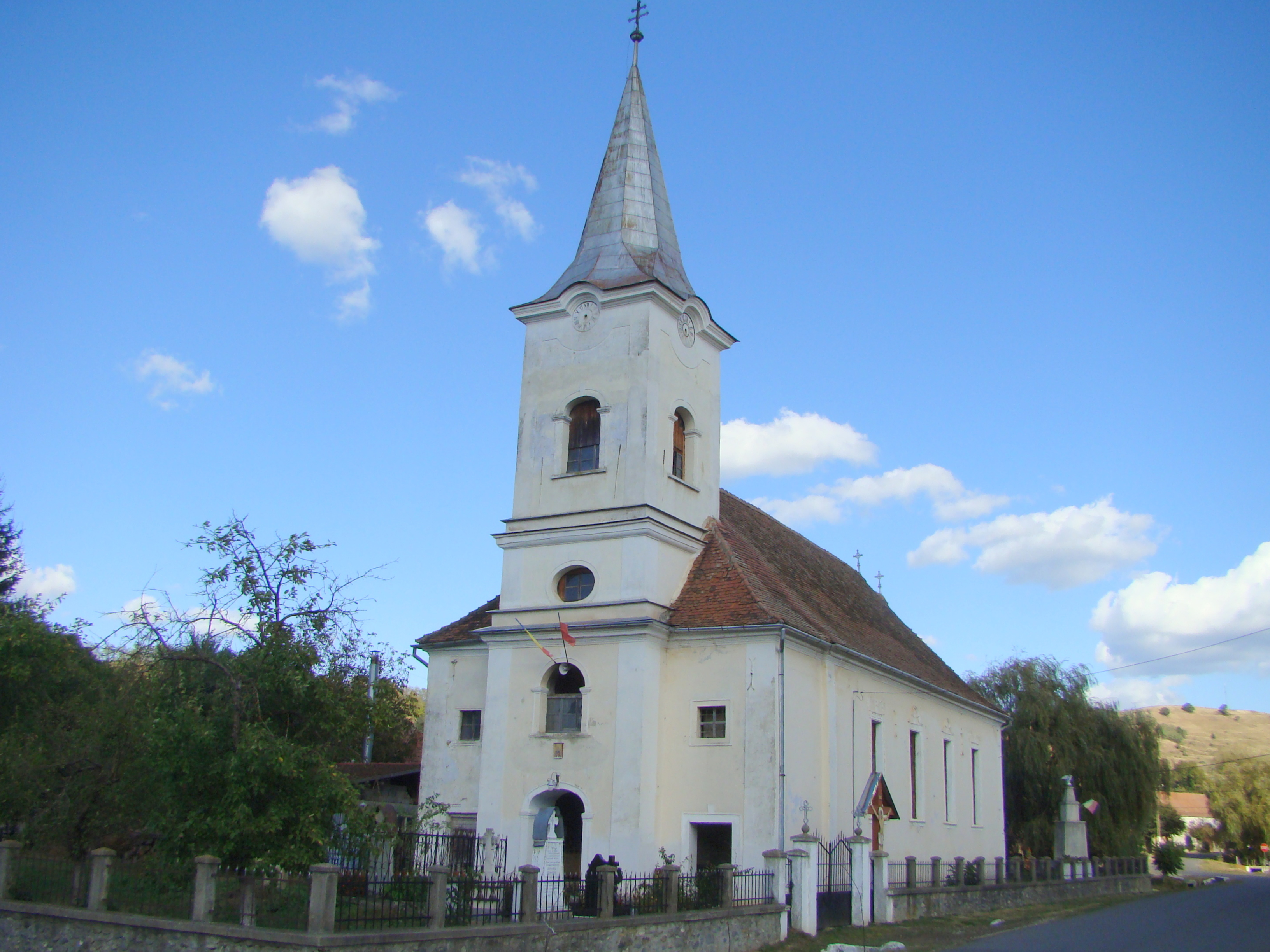
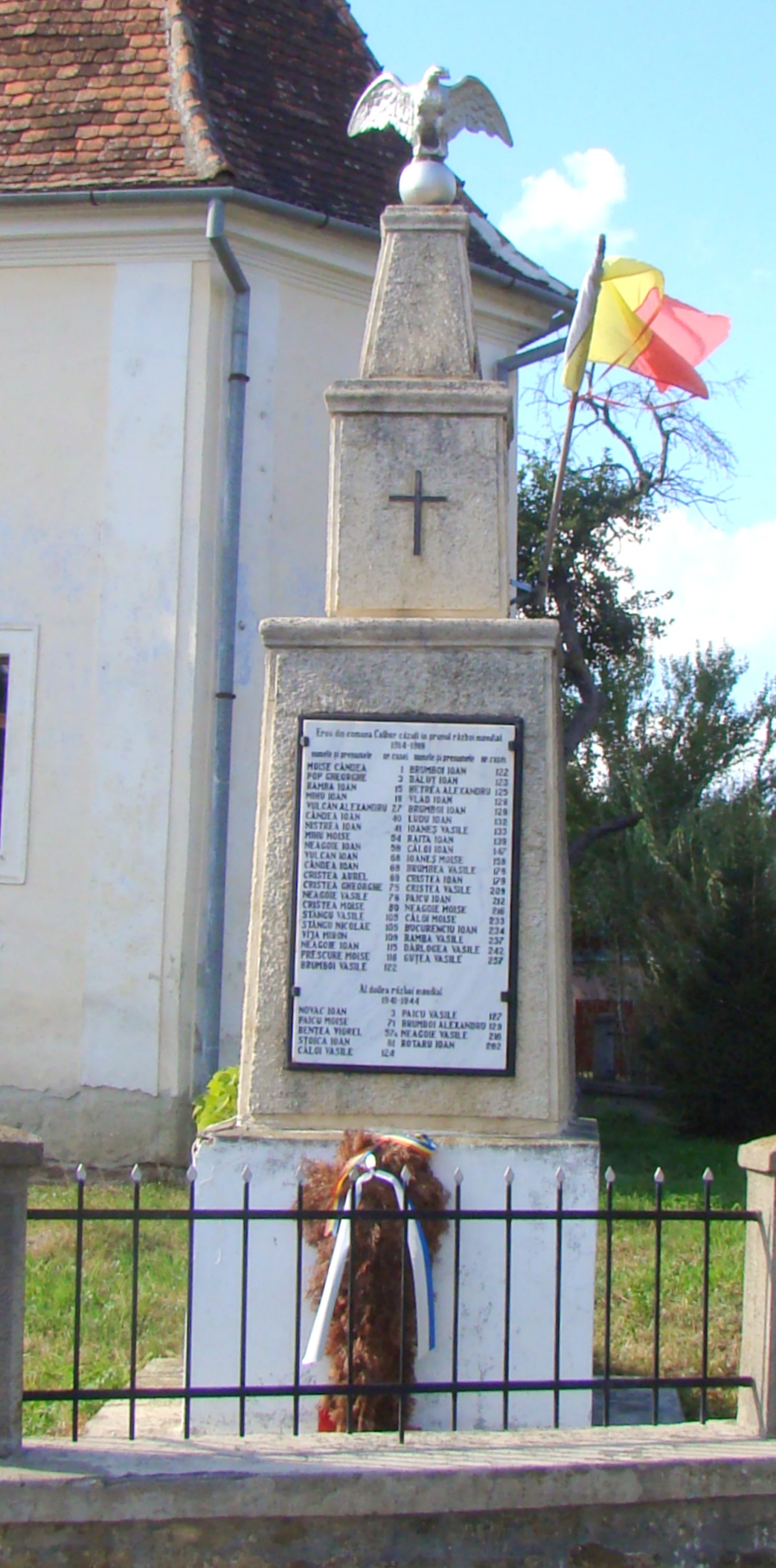
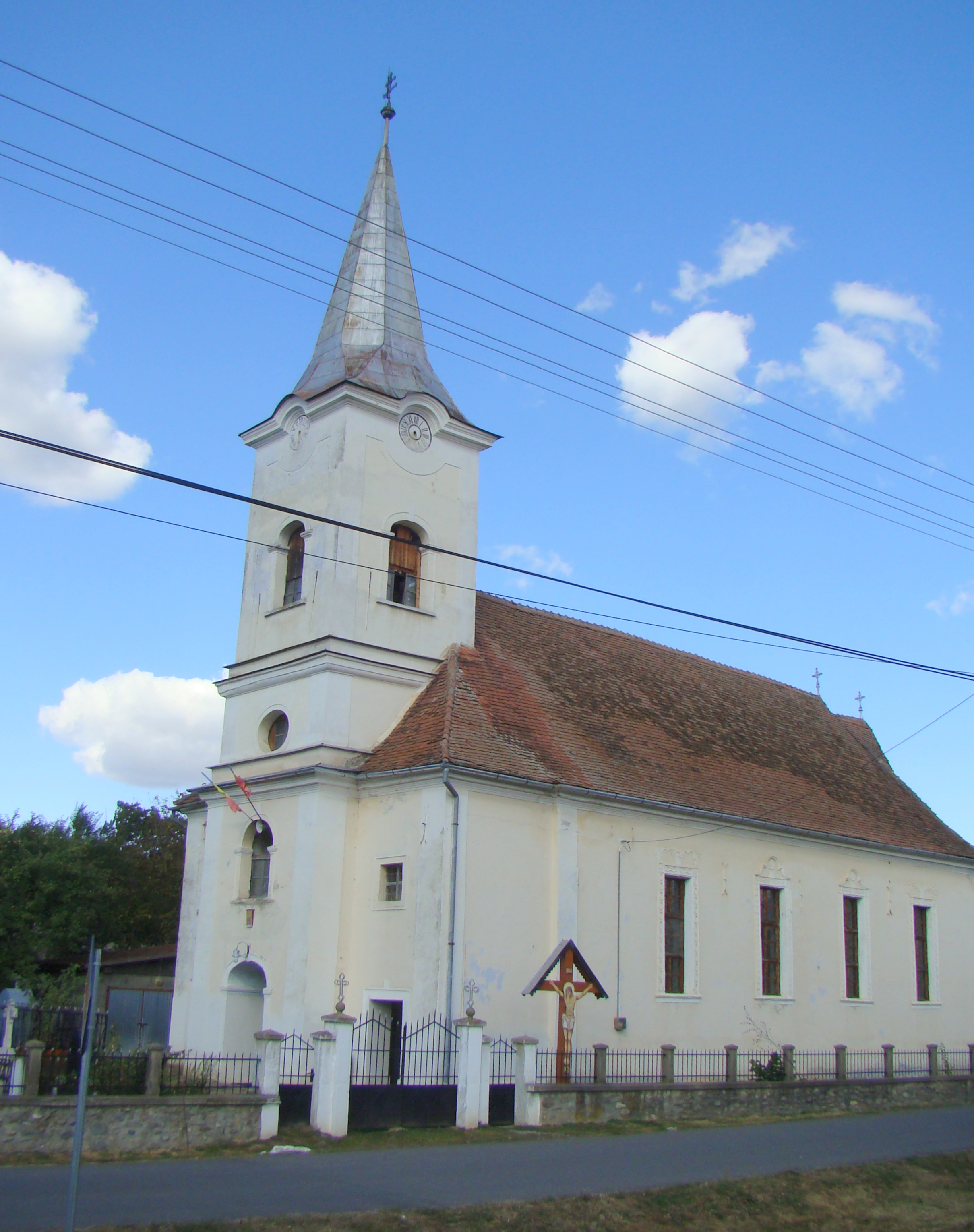
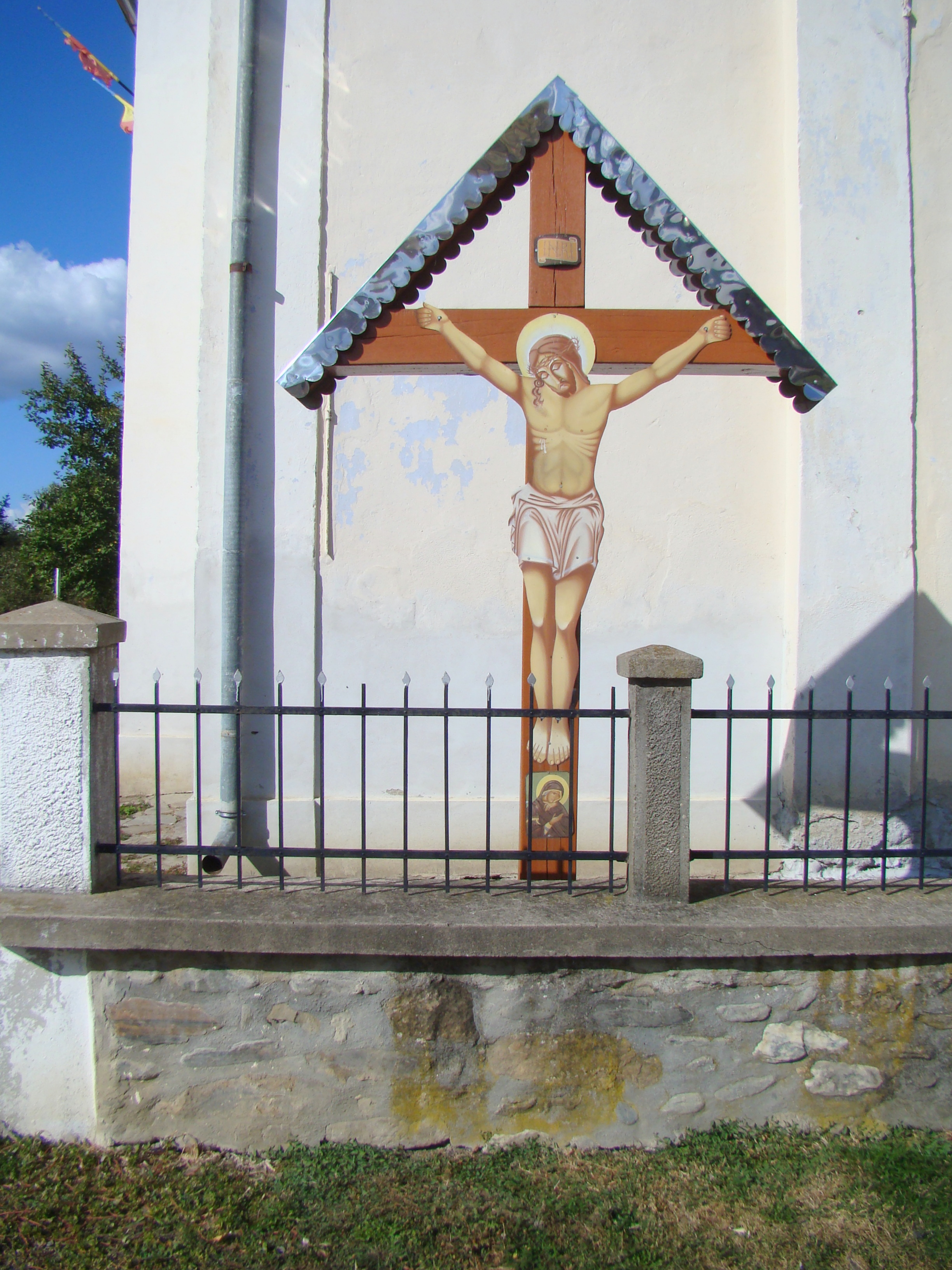
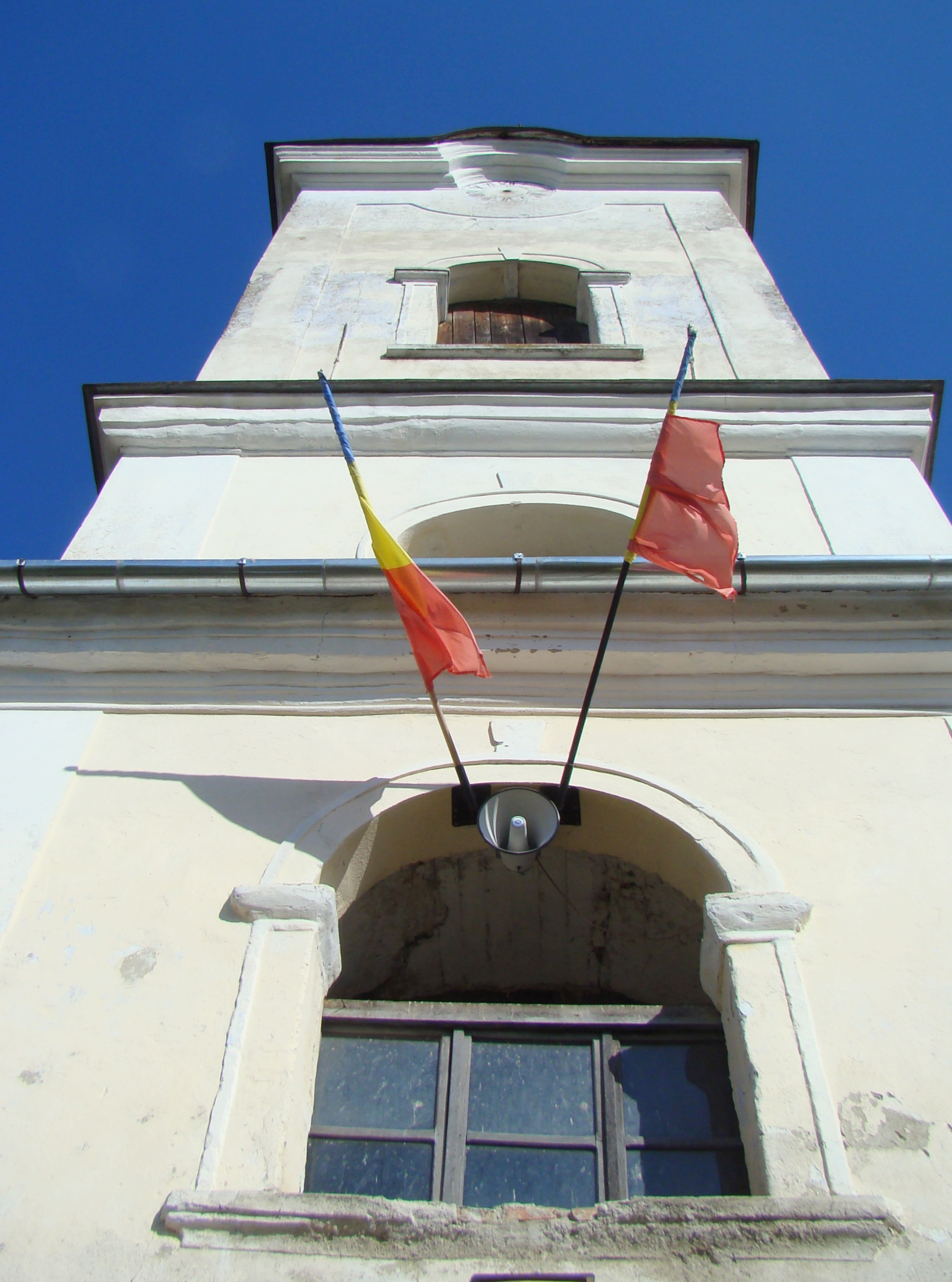
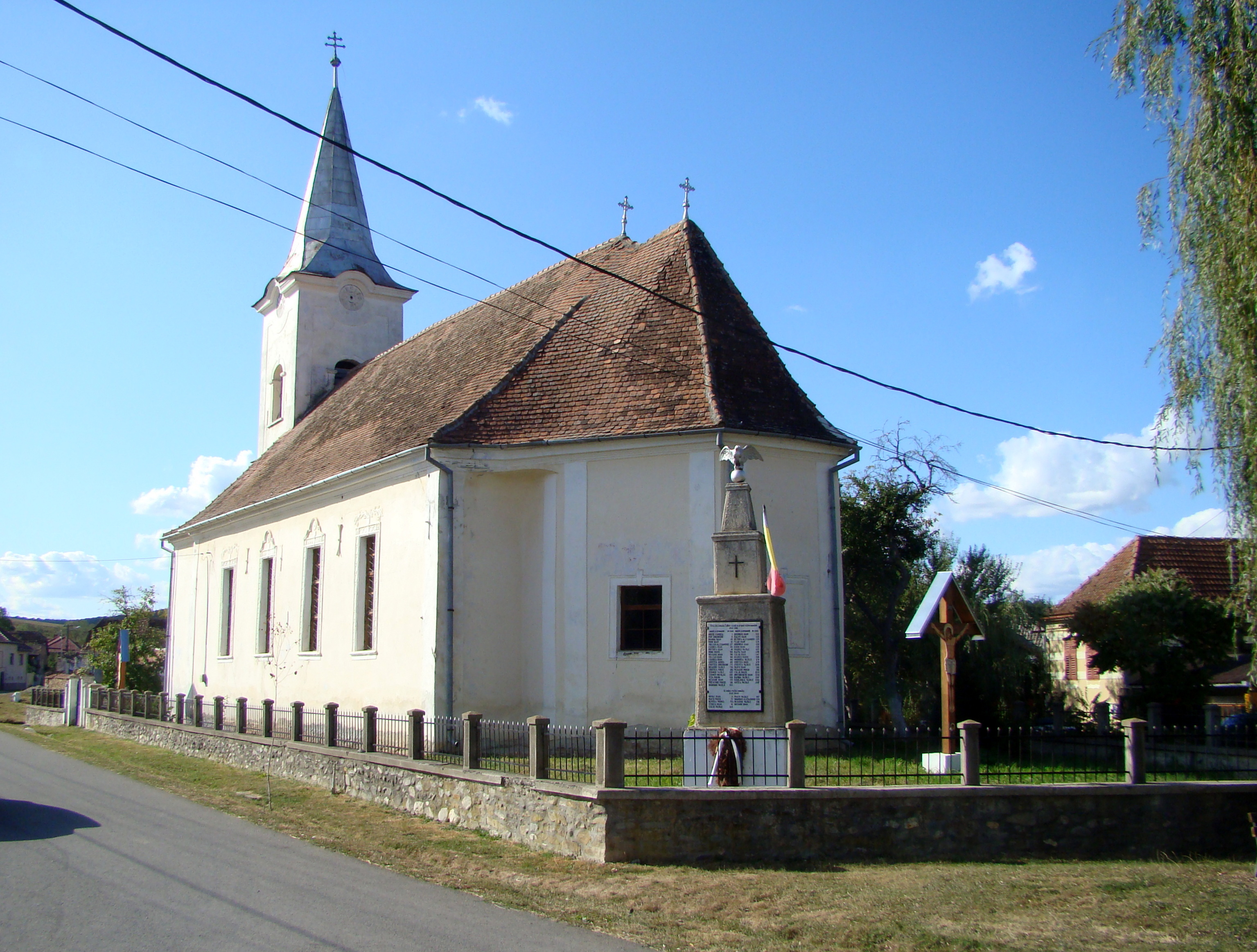
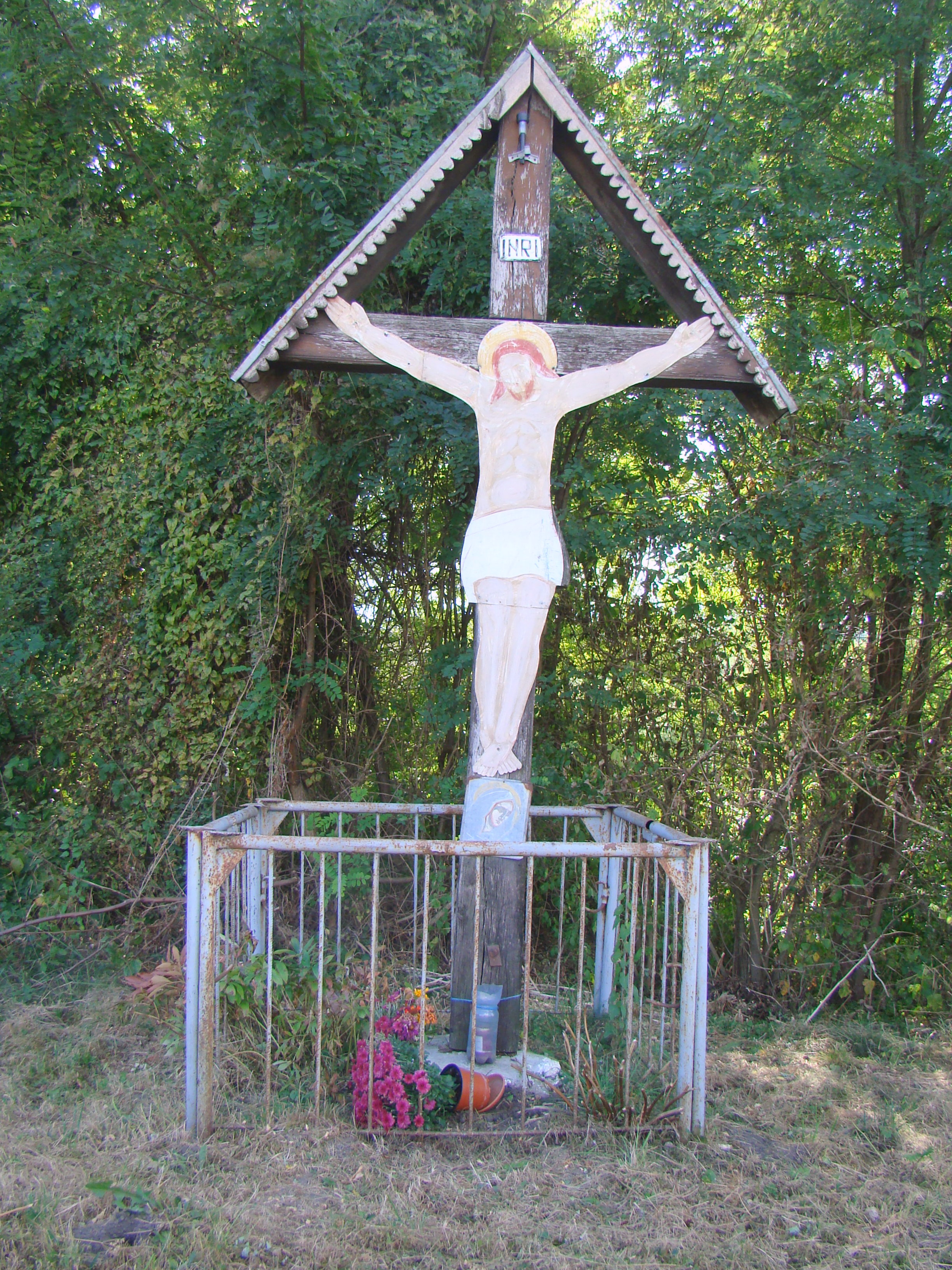

## Vezi și
- Calbor, Brașov